# Callianthemum pimpinelloides
Callianthemum pimpinelloides är en ranunkelväxtart som först beskrevs av David Don, och fick sitt nu gällande namn av Joseph Dalton Hooker och Thoms.. Callianthemum pimpinelloides ingår i släktet Callianthemum och familjen ranunkelväxter. Inga underarter finns listade i Catalogue of Life.